# Love Back (Why Don't We)
Love Back è un singolo della boy band statunitense Why Don't We, pubblicato il 6 ottobre 2021.

## Descrizione
Il 9 settembre 2021, i Why Don't We hanno rilasciato una dichiarazione sul proprio account Instagram dove accusavano il loro manager e la compagnia di produzione di "abuso mentale, emotivo e finanziario" nonché malnutrizione, facendo seguito all'inizio di una causa legale tra il suddetto manager e un suo collaboratore riguardo alla gestione della band. La band non ha fatto alcun nome nella propria dichiarazione, tuttavia un avvocato della band ha reso noto il sostegno di questi ultimi a Randy Phillips nella già citata causa contro David Loeffler.
Il brano è stato il primo progetto rilasciato dalla band dopo la dichiarazione, demarcando l'inizio del loro "capitolo più autentico" e un "passo verso la direzione giusta". In occasione della pubblicazione del brano, la band ha tenuto un concerto presso l'El Rey Theatre di Los Angeles. I biglietti del concerto sono stati consegnati ai fan personalmente dai membri della band, come documentato nel video ufficiale del brano.
Il 29 ottobre è stata pubblicata la versione Stripped Back del brano, ovverosia con un arrangiamento acustico.

## Video musicale
Il video ufficiale del brano è stato pubblicato il 3 novembre 2021 su YouTube ed è stato diretto da Dillon Dowdell. Le riprese mostrano i membri della band girare per la città di Los Angeles, ognuno a bordo di una Vespa, per consegnare personalmente i biglietti del proprio concerto ai loro fan. Intervallate da momenti coreografici, le riprese si spostano poi all'interno dell'El Rey Theatre per mostrare parte del concerto e dei momenti dietro le quinte.

## Tracce
Download digitale
1. Love Back – 3:05 (Daniel Seavey, Jackson Foote, James Abrahart, Jeremy Dussolliet, Johnny Simpson)

Download digitale
1. Love Back (Stripped Back) – 2:57 (Daniel Seavey, Jackson Foote, James Abrahart, Jeremy Dussolliet, Johnny Simpson)
2. Love Back – 3:05 (Daniel Seavey, Jackson Foote, James Abrahart, Jeremy Dussolliet, Johnny Simpson)